# 黃克立
黃克立，大紫荊勳賢（1910年8月15日—2004年5月1日），福建晉江人，香港商人，為已故香港立法會議員黃宜弘父親。

## 生平
黃克立的兄長黃克繩是北伐軍駐福建旅長。黃克立肄業於福建省廈門集美中學，1935年在廈門大學經濟系畢業，同年得集美中學兼廈門大學創辦人陳嘉庚賞識，任兩校的會計主任。1940年代曾在國民政府任過要職，在國共兩黨都有高層關係，后歷任國民政府財政部直接稅署福建省特派員、福建省參議員及台灣省財政處副處長、在二二八事件時擔任官派的臺中市市長。1948年后，他攜同妻兒赴香港定居，任香港集友銀行董事，海外信托銀行副董事長，香港工商銀行副董事長兼常務董事，泛印集團有限公司、澳門國際銀行副董事長，創辦了大正國際集團有限公司和永固紙業有限公司。
中华人民共和国成立後，則出任第六屆全國政協委員，第七、八、九屆全國政協常委，曾任香港特別行政區推委會委員。
香港回歸後，獲第一任行政長官董建華頒授大紫荊勳章。

## 個人生活
黃克立的妻子為廈門大學學生，於黃在校工作期間時認識。